# یواس‌اس وابنکوت (وای‌تی‌بی-۵۲۵)
یواس‌اس وابنکوت (وای‌تی‌بی-۵۲۵) (به انگلیسی: USS Wabanquot (YTB-525)) یک کشتی است که طول آن ۱۰۱ فوت ۰ اینچ (۳۰٫۷۸ متر) می‌باشد. این کشتی در سال ۱۹۴۵ ساخته شد.